# Ichneumon kongosanus
Ichneumon kongosanus là một loài tò vò trong họ Ichneumonidae.